# タニウツギ属
タニウツギ属（タニウツギぞく、学名：Weigela、和名漢字表記：谷空木属）はスイカズラ科の属の一つ。属名の Weigela は、ドイツの植物学者 Christian Ehrenfried Weigel （1748年 - 1831年）に因む。

## 特徴
高さ1-5mになる落葉の低木-小高木で、枝の髄が太い。葉は単葉で柄をもって対生し、縁に鋸歯があり、托葉はない。枝の先端か短枝の葉腋に散房花序をつけ、ふつう2-3の花をつける。萼片は5個あり、基部まで5裂するか下部で合着する。花冠は長さ2-4cmの漏斗状で、先端は5裂し、裂片は幅広く、やや唇形またはほぼ放射相称になる。色は黄色、白色、淡紅色-濃紅色などがあり、白から紅色に変化する種もある。雄蕊は5個ある。
東アジアの特産で約12種あり、日本では次の9種が知られる。観賞用として、公園や庭などに広く栽培されている。

## 日本の種
- ウコンウツギ Weigela middendorffiana (Carrière) K.Koch　（シノニム:Macrodiervilla middendorffiana (Carrière) Nakai:ウコンウツギ属）
- キバナウツギ Weigela maximowiczii (S.Moore) Rehder
- オオベニウツギ Weigela florida (Bunge) A.DC.
- ヤブウツギ Weigela floribunda (Siebold et Zucc.) K.Koch
  - フジサンシキウツギ Weigela x fujisanensis (Makino) Nakai
- ケウツギ Weigela sanguinea (Nakai) Nakai
- ツクシヤブウツギ Weigela japonica Thunb.
- ハコネウツギ Weigela coraeensis Thunb.
  - ニオイウツギ Weigela coraeensis Thunb. var. fragrans (Ohwi) H.Hara
- タニウツギ Weigela hortensis (Siebold et Zucc.) K.Koch
  - シロバナウツギ Weigela hortensis (Siebold et Zucc.) K.Koch f. albiflora (Siebold et Zucc.) Rehder
- ニシキウツギ Weigela decora (Nakai) Nakai
  - アマギベニウツギ Weigela decora (Nakai) Nakai var. amagiensis (Nakai) H.Hara

## ギャラリー

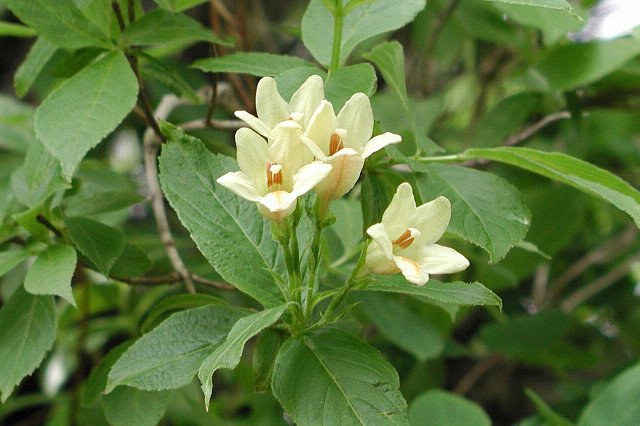
ウコンウツギ
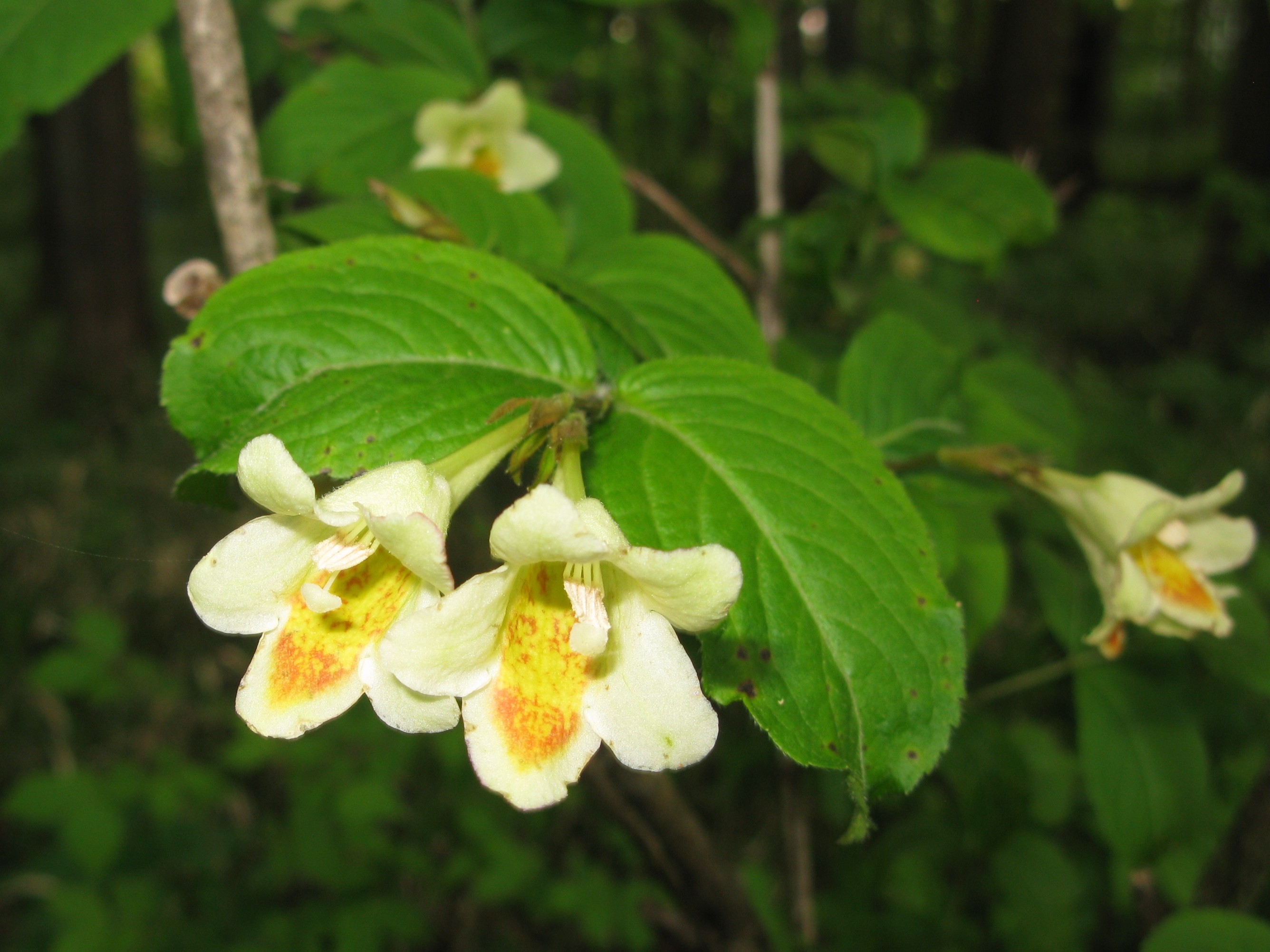
キバナウツギ
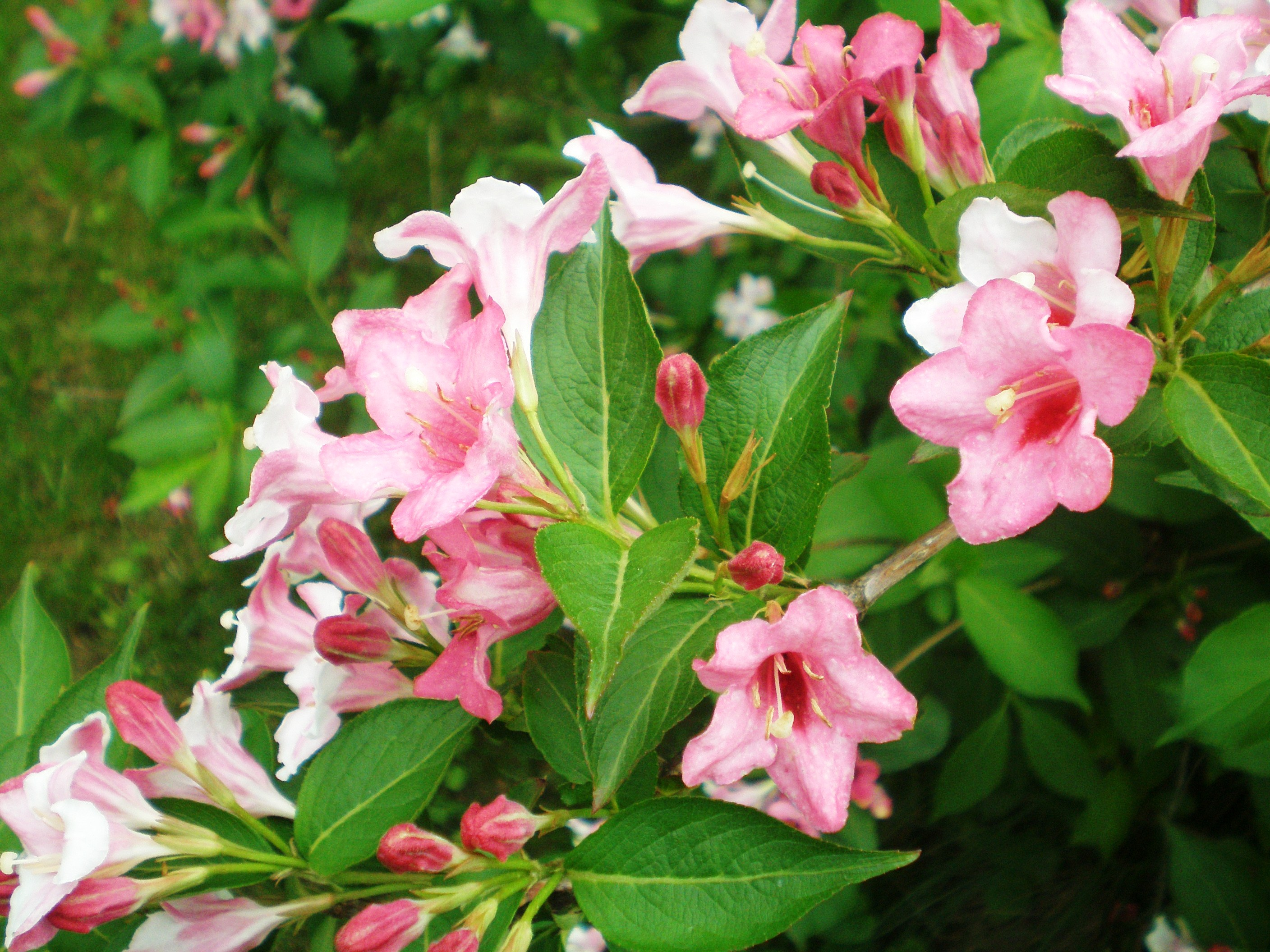
オオベニウツギ
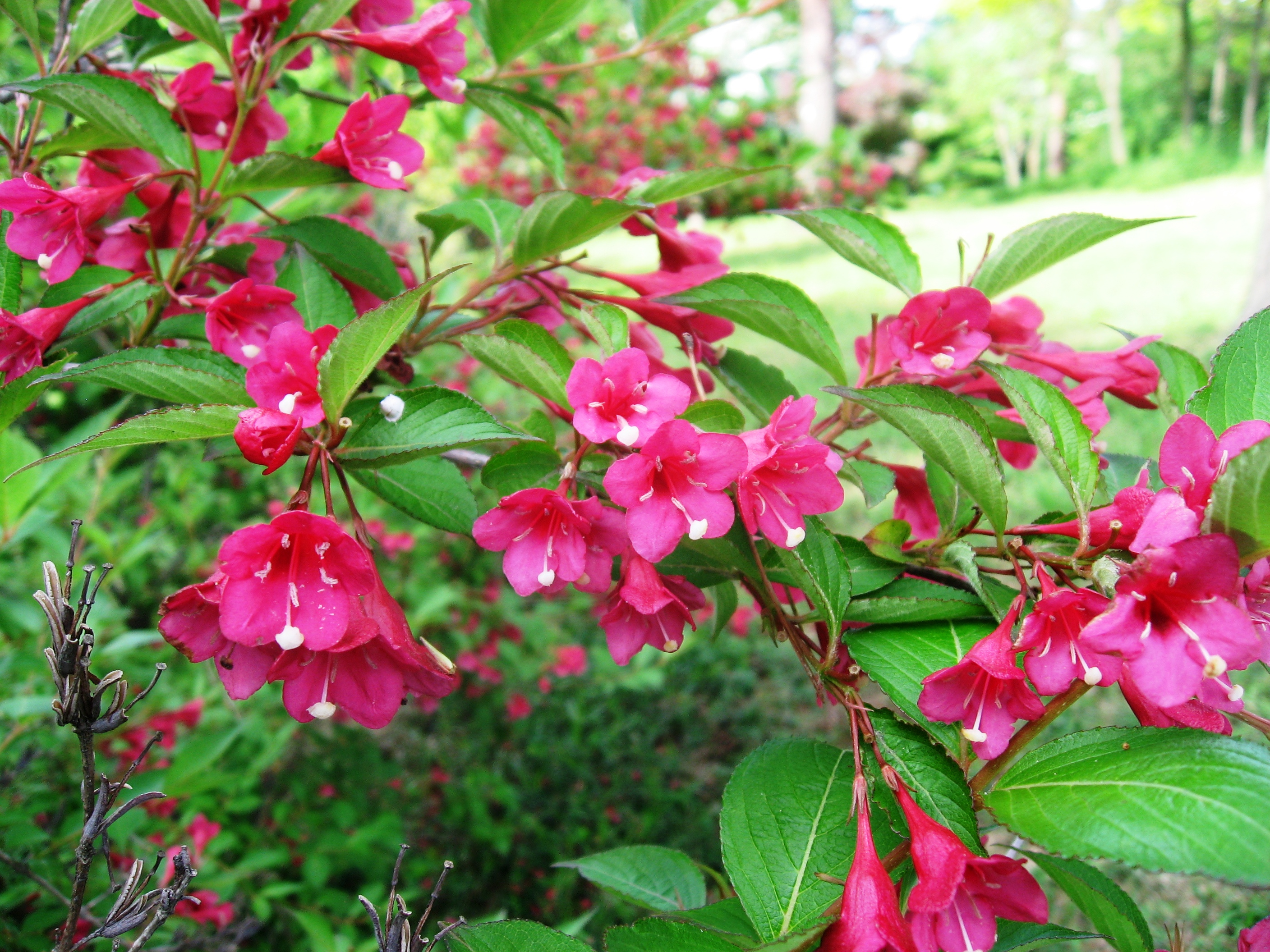
ヤブウツギ
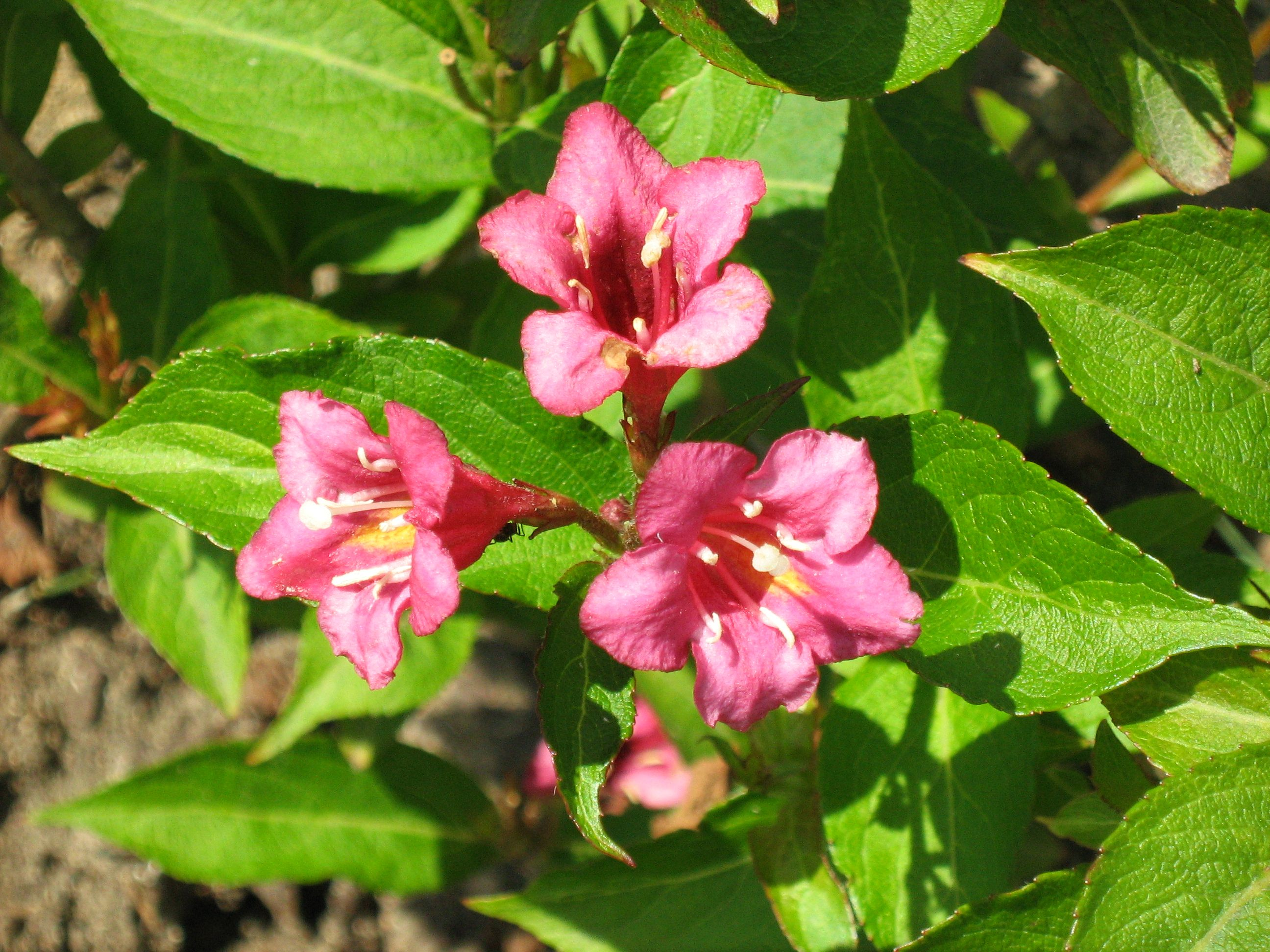
フジサンシキウツギ
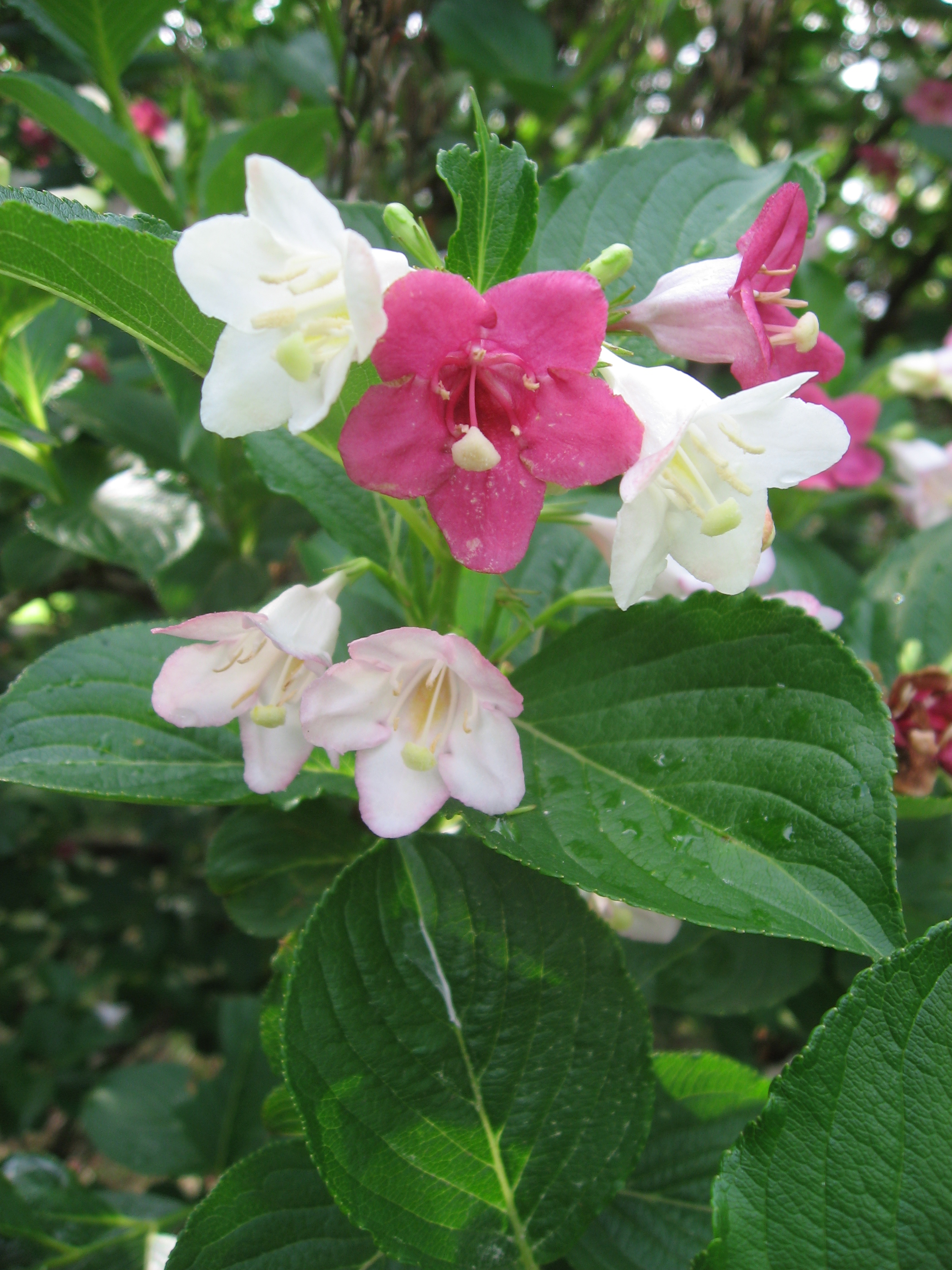
ハコネウツギ
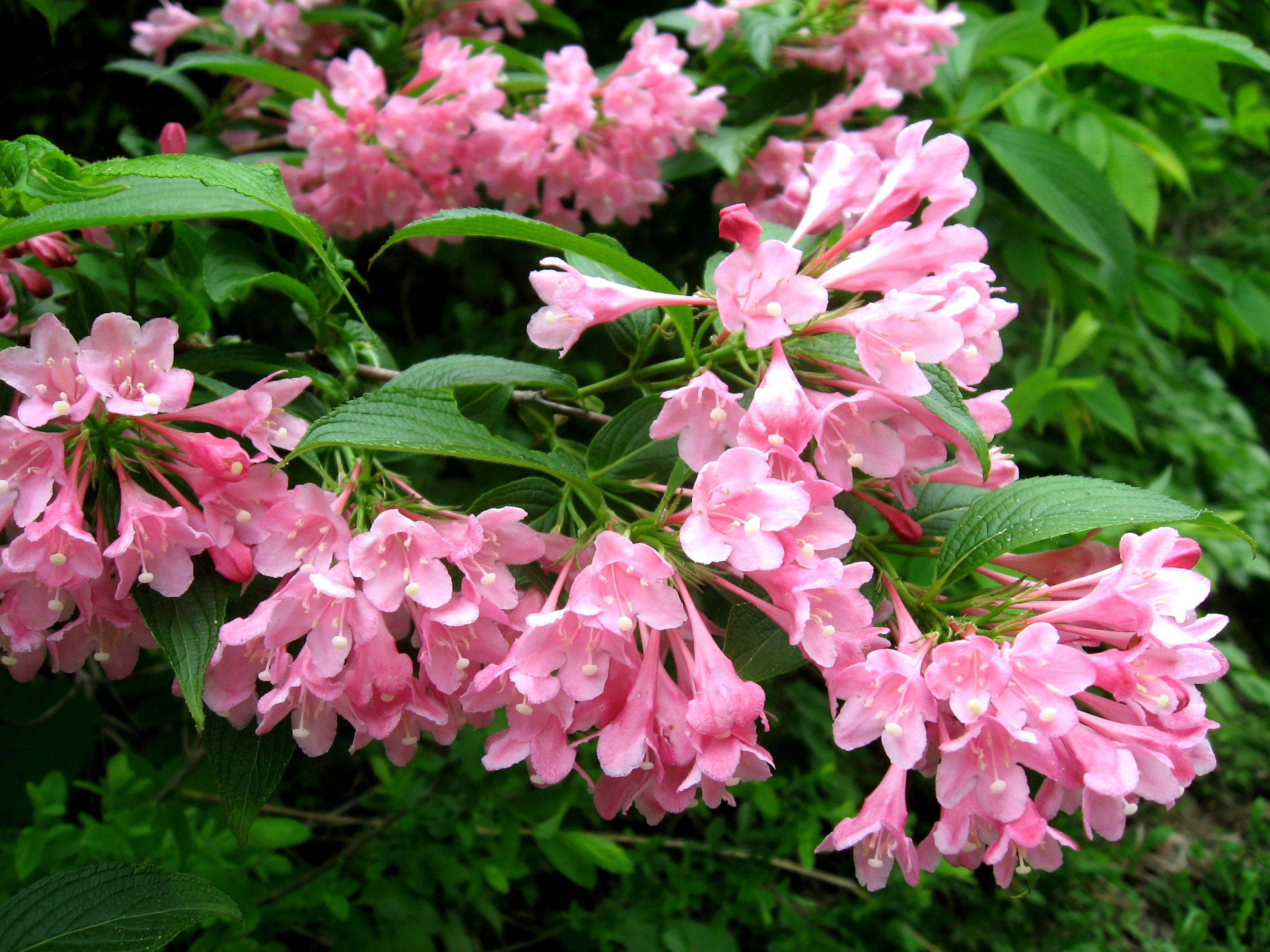
タニウツギ
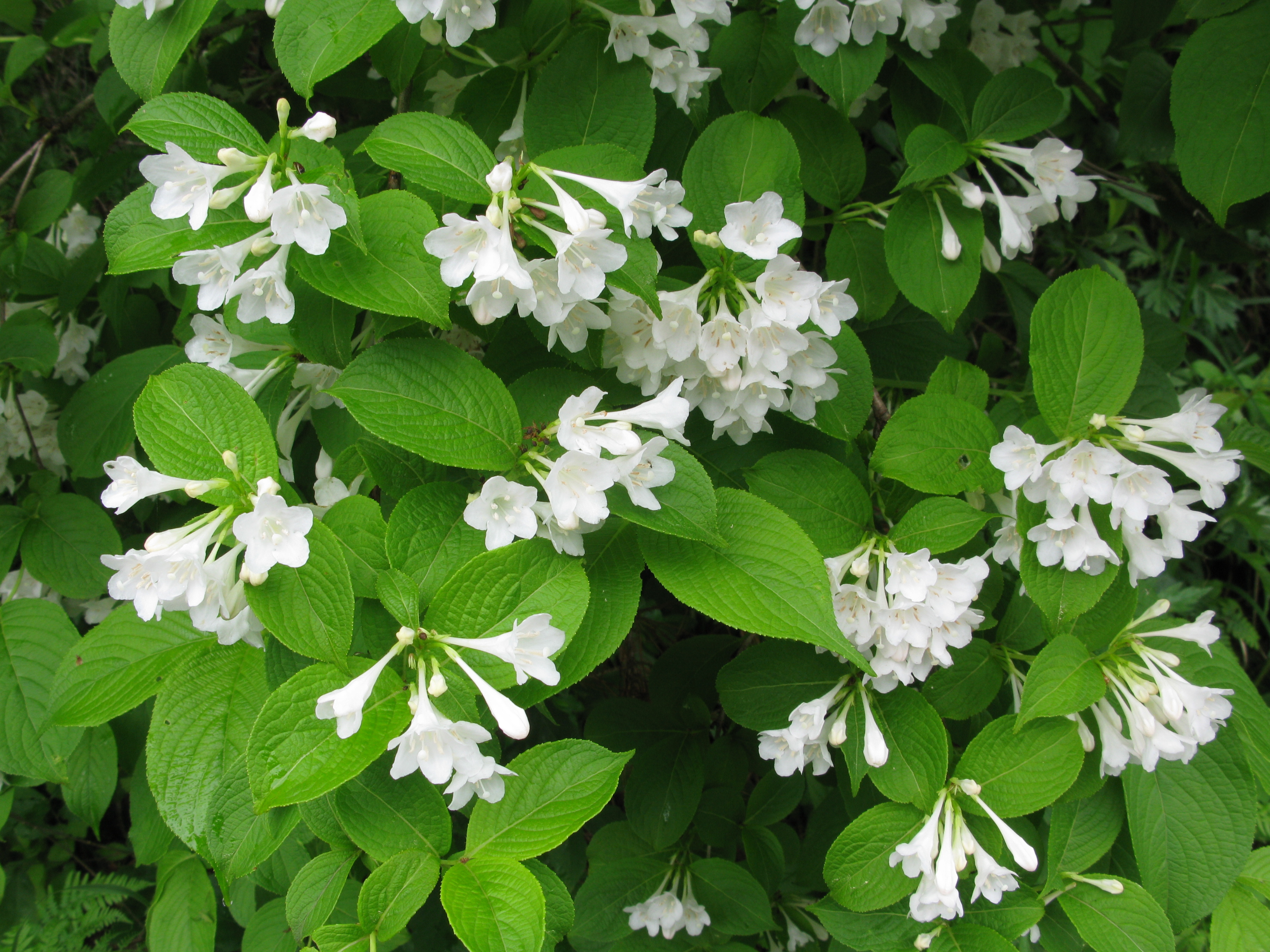
シロバナウツギ